# Walker Russell
Walker Dwayne Russell Sr. (Pontiac, Michigan; 26 de octubre de 1960) es un exjugador y exentrenador de baloncesto estadounidense que disputó seis temporadas en la NBA, además de jugar en la CBA. Con 1,96 metros de estatura, jugaba en la posición de base. Es hermano de los también jugadores profesionales Campy y Frank Russell, y padre de Walker Russell Jr..

## Trayectoria deportiva

### Universidad
Tras pasar un año en el Oakland Community College y otro con los Cougars de la Universidad de Houston, jugó dos temporadas con los Broncos de la Universidad de Michigan Occidental, promediando en total 17,1 puntos, 4,7 asistencias y 3,8 rebotes por partido. En esas dos últimas temporadas fue incluido en el mejor quinteto de la Mid-American Conference.

### Profesional
Fue elegido en la septuagésimo octava posición del Draft de la NBA de 1982 por Detroit Pistons, donde en su primera temporada promedió 2,7 puntos y 1,9 asistencias por partido. Tras ser despedido al año siguiente, jugó en los Detroit Spirits de la CBA hasta que en 1984 fichó como agente libre por los Atlanta Hawks, donde jugó 21 partidos en los que promedió 4,0 puntos y 3,1 asistencias.
A partir de ese momento, alternó breves participaciones en la NBA con la CBA, jugando en la temporada 1986-87 con los Indiana Pacers, con los que promedió 3,3 puntos y 2,7 asistencias.

### Entrenador
En 2002 fichó como entrenador asistente de los Toronto Raptors, donde permaneció una temporada.

## Estadísticas de su carrera en la NBA

### Temporada regular
| Temporada | Edad | Equipo          | Liga | P   | TIT | MIN  | TC  | TCA | %TC  | 3P  | 3PA | %3P   | TL  | TLA | %TL  | R.OF. | R.DEF. | REB | ASIS | ROB | TAP | PER | FP  | PTS |
| 1982-83   | 22   | Detroit Pistons | NBA  | 68  | 1   | 11.1 | 1.0 | 2.7 | .364 | 0.0 | 0.3 | .111  | 0.7 | 0.9 | .810 | 0.3   | 0.8    | 1.1 | 1.9  | 0.2 | 0.0 | 1.4 | 1.0 | 2.7 |
| 1983-84   | 23   | Detroit Pistons | NBA  | 16  | 0   | 7.4  | 0.9 | 2.6 | .333 | 0.1 | 0.1 | .500  | 0.8 | 0.8 | .923 | 0.4   | 0.8    | 1.2 | 1.4  | 0.3 | 0.0 | 0.6 | 1.6 | 2.6 |
| 1984-85   | 24   | Atlanta Hawks   | NBA  | 21  | 2   | 18.0 | 1.6 | 3.0 | .540 | 0.0 | 0.0 | 1.000 | 0.7 | 0.8 | .824 | 0.4   | 1.5    | 1.9 | 3.1  | 0.8 | 0.2 | 1.9 | 1.8 | 4.0 |
| 1985-86   | 25   | Detroit Pistons | NBA  | 1   | 0   | 2.0  | 0.0 | 1.0 | .000 | 0.0 | 0.0 |       | 0.0 | 0.0 |      | 0.0   | 0.0    | 0.0 | 1.0  | 0.0 | 0.0 | 0.0 | 0.0 | 0.0 |
| 1986-87   | 26   | Indiana Pacers  | NBA  | 48  | 0   | 10.6 | 1.3 | 3.4 | .388 | 0.0 | 0.3 | .125  | 0.6 | 0.8 | .730 | 0.4   | 0.8    | 1.1 | 2.7  | 0.4 | 0.1 | 1.3 | 1.3 | 3.3 |
| 1987-88   | 27   | Detroit Pistons | NBA  | 1   | 0   | 1.0  | 0.0 | 1.0 | .000 | 0.0 | 1.0 | .000  | 0.0 | 0.0 |      | 0.0   | 0.0    | 0.0 | 1.0  | 0.0 | 0.0 | 0.0 | 0.0 | 0.0 |
| Total     |      |                 | NBA  | 155 | 3   | 11.4 | 1.2 | 2.9 | .393 | 0.0 | 0.2 | .158  | 0.6 | 0.8 | .800 | 0.3   | 0.9    | 1.2 | 2.3  | 0.4 | 0.1 | 1.3 | 1.3 | 3.0 |

### Playoffs
| Temporada | Edad | Equipo          | Liga | P | TIT | MIN | TC  | TCA | %TC  | 3P  | 3PA | %3P | TL  | TLA | %TL   | R.OF. | R.DEF. | REB | ASIS | ROB | TAP | PER | FP  | PTS |
| 1987-88   | 27   | Detroit Pistons | NBA  | 7 |     | 1.4 | 0.3 | 0.7 | .400 | 0.0 | 0.0 |     | 0.3 | 0.3 | 1.000 | 0.0   | 0.0    | 0.0 | 0.1  | 0.1 | 0.0 | 0.1 | 0.1 | 0.9 |
| Total     |      |                 | NBA  | 7 |     | 1.4 | 0.3 | 0.7 | .400 | 0.0 | 0.0 |     | 0.3 | 0.3 | 1.000 | 0.0   | 0.0    | 0.0 | 0.1  | 0.1 | 0.0 | 0.1 | 0.1 | 0.9 |